# Большая Тросна
Большая Тросна — деревня в Щёкинском районе Тульской области России.
В рамках административно-территориального устройства относится к Головеньковской сельской администрации Щёкинского района, в рамках организации местного самоуправления входит в сельское поселение Яснополянское.
Малая родина Героя Советского Союза Б. Н. Емельянова (1922—1969).

## Название
Ранее назывался Тросна

## География
Деревня находится в центральной части Тульской области, в лесостепной зоне, в пределах северо-восточной Среднерусской возвышенности, на западной границе города Щёкино, административного центра района, в 0,8 км к западу от железнодорожной станции Щёкино.

### Климат
Климат характеризуется как умеренно континентальный, с умеренно холодной снежной зимой и тёплым летом. Среднегодовая многолетняя температура воздуха составляет +3,8 — +4,5 °С. Средняя температура воздуха самого холодного месяца (января) — −10 °C (абсолютный минимум — −42 °C), средняя температура самого тёплого (июля) — +18 °С (абсолютный максимум — +38  °С). Безморозный период длится около 138 дней. Продолжительность периода активной вегетации растений (со среднесуточной температурой воздуха выше 10 °C) составляет 134 дня. Среднегодовое количество атмосферных осадков составляет 550—600 мм, из которых большая часть (396—400 мм) выпадает в тёплый период. Снежный покров держится в течение примерно 144—147 дней. Среднегодовая скорость ветра составляет 4 м/с.

## История
Село Тросна входила в состав Крапивенского уезда Тульской губернии.
В 2006 году на кладбище деревни Тросна Щёкинского района похоронен Николай Максимович Сударьков, полный кавалер ордена Славы.

## Население
| 2002 | 2010 |
| ---- | ---- |
| 691  | ↘590 |

## Известные уроженцы, жители
- Емельянов, Борис Николаевич (1922—1969) — подполковник, Герой Советского Союза (1945).
- Трещёв, Григорий Дмитриевич (1890—1979) — советский педагог, организатор профессионального образования, почётный гражданин Новомосковска.